# Anushavan Danielyan
Anushavan Danielyan (1956) è un politico karabakho.
È stato il quinto Primo ministro della repubblica del Nagorno Karabakh.
In precedenza, nel 1990, ha ricoperto l'incarico di vice presidente del Consiglio supremo (Soviet) di Crimea eletto nelle file del "Partito della rinascita economica della Crimea".